# Herbert Pass
Herbert Pass (* 18. Februar 1913 in Wien; † 1983 ebenda) war ein österreichischer Zeichner, Maler und Grafiker.

## Leben und Wirken
Herbert Pass studierte an der Wiener Akademie der bildenden Künste bei Carl Fahringer und war ab 1949 Mitglied des Wiener Künstlerhauses. Es folgten zahlreiche Ausstellungen im In- und Ausland, Ehrungen und Preise (auszugsweise):
- Biennale Venedig 1950, Biennale Sao Paulo 1951
- Österreichischer Staatspreis 1948 und erneut 1950
- Ehrenpreis des Wiener Künstlerhauses 1958
- Preis des Bundesministeriums für Unterricht 1959